# Harakena
Harakena (starogrško starogrško Χαρακηνή, Harakiní), znana tudi kot Mesena (starogrško Μεσσήνη, Messíni) ali Mešan, je bila kraljevina, ki jo je ustanovil Iranec Hispaozin na vrhu Perzijskega zaliva. Prestolnica kraljevine je bil Haraks Spasinu (Χάραξ Σπασινού, Hárax Spasinoú), pomembno pristanišče za trgovanje med Mezopotamijo in Indijo. Pomembno je bilo tudi za mesto  Suza ob reki Karun. Kraljevina je bila pogosto vazal Partskega cesarstva. Naseljena je bila predvsem z Arabci, ki so kot kulturni jezik uporabljali aramejščino. Vsi vladarji so imeli praviloma iranska imena. Med vladarji so bili tudi člani Arsakidske dinastije.

## Zgodovina
Glavno mesto Harakene je kot Aleksandrijo ustanovil makedonski vladar Aleksander Veliki, da bi postala vodilno trgovsko pristanišče za njegovo vzhodno prestolnico Babilon. Regija je postala Satrapija Eritrejsko morje. Mesto ni nikoli izpolnilo njegovih pričakovanj in je bilo sredi 3. stoletja pred našim štetjem porušeno. Selevkidski kralj Antioh IV. Epifan (vladal 175 - 164 pr. n. št.) je mesto obnovil in ga preimenoval v Antiohijo. Ko je bilo mesto leta 166/165 pr. n. št. v celoti obnovljeno, je Antioh IV. za guvernerja (eparh)  Antiohije in Satrapije Eritrejsko morje imenoval Hispaozina.
V tem obdobju je Antiohija na kratko cvetela do nenadne smrti Antioha IV. leta 163 pr. n. št., ki  je oslabila selevkidsko oblast v celotnem cesarstvu. Z oslabitvijo Selevkidov so številne politične enote v cesarstvu razglasile neodvisnost, med njimi tudi Elimais (Elam), sosednja regija Harakene v južnem Iranu. Hispaozin je postal bolj ali manj neodvisen vladar, vendar je ostal zvest podložnik Selevkidov. Razlog za njegovo odločitev je bilo verjetno dobičkonosno trgovanje med Antiohijo in Selevkijo.
Selevkidi so v vojnah z iranskim Partskim cesarstvom  doživeli veliko porazov. Leta  148/147 pr. n. št. je partski  kralj Mitridat I. (vlada 171–132 pr. n. št.) osvojil Medijo in Atropateno in do leta 141 pr. n. št.  celo Babilonijo. Hispaozin je zaradi grožnje in bližine Partov razglasili svojo neodvisnost. Leta 124 pr. n. št.  je sprejel partsko suverenost in še naprej vladal kot partski vazal. Harakena je ostala skoraj neodvisno kraljestvo pod partsko suverenostjo do njihovega padca. V kraljevino sta bila vključena tudi otoka Failaka in Bahrajn.
Harakenski kralji so prepoznavni predvsem po njihovih kovancih, predvsem srebrnih tetradrahmah z grškim in kasneje aramejskimi napisi. Ti kovanci so bili kovani po selevkidskem obdobju in zagotavljajo zanesljiv okvir za njihovo kronologijo.
Pristanišče Haraks opisuje Plinij Starejši v svoji Naturalis historia (Naravoslovje):
Nasipi se raztezajo v dolžino skoraj 4,5 kilometra, v širino malo manj. Haraks je sprva stal   1.750 m od obale in imel  celo svoje pristanišče. Po Jubi je bil od morja oddaljen 75 kilometrov. V današnjem času veleposlaniki iz Arabije in naši trgovci, ki so ga obiskali, pravijo, da stoji 180 kilometrov od morske obale. V nobenem delu sveta niso reke naplavljale hitreje kot ravno tukaj. Presenetljivo je plimovanje: plimni val, ki seže daleč onkraj mesta, se ne vrne v morje.
Trgovanje je bilo še naprej pomembna dejavnost. Znan Harakenec, po imenu Izidor, je bil avtor razprave o partskih trgovskih poteh z naslovom Mansiones Parthicae. Prebivalci Palmire so imeli v Haraksu stalno trgovsko postajo. Številni napisi omenjajo tudi trgovske karavane. 
Druga pomembna harakenska mesta so bila Forat (ob Tigrisu), Apolog in Teredon. Meredat (vladal 131 do 150/151) je sam sebe imenoval kralj  Omanije. Slednjo sporadično omenjajo tudi antični pisci. Po Pliniju naj bi bila nekje med Petro ih Haraksom in bila nekaj časa del Harakene. Zgleda, da se je kraljevina razširila  tudi na ozemlje južno od Perzijskega zaliva. Branje in razlaganje napisov na kovancih je problematično.
Leta 115 je Mezopotamijo med svojo kampanjo proti Partom osvojil rimski cesar Trajan. Prišel je tudi do Harakene, kjer je videl ladje, ki plujejo proti Indiji. Po Kasiju Dionu je tam vladal Atambel, ki je bil do cesarja prijazen. Kot takšni so opisani tudi prebivalci Haraksa. Naslednji dve leti je Harakena najverjetneje ostala rimska, potem pa se je cesar Hadrijan odločil, da se umakne s Trajanovih osvojenih ozemelj. Harakena je morda ostala neodvisna ali prišla pod neposredno partsko oblast. Naslednji partski kralj, ki je potrjen v primarnih virih, je bil Meredat. Omenjen je v zapisu iz Palmire za leto 131.
Leta 221-222 n. št. je perzijski kralj Ardašir V. vodil upor proti Partom in ustanovil Sasanidsko cesarstvo. Po pisanju kasnejših arabskih zgodovinarjev je porazil harakensko vojsko in ubil zadnjega harakenskega vladarja, obnovil mesto in ga preimenoval v Astarābād-Ardašīr. Ozemlje okoli Haraksa je postalo znano po svojem areamejsko/sirskem imenu Majsan, ki so ga kasneje privzeli tudi arabski osvajalci.
Haraks se pod imenom Majsan omenja tudi v perzijskih besedilih. V 5. stoletju se omenjajo tudi imena več guvernerjev. V 6. stoletju je tam omenjena nestorijanska cerkev. Zdi se, da je celo sasanidsko in kasneje omajadsko obdobje do leta 715 delovala tudi haraška kovnica denarja.
V najstarejših omembah iz 1. stoletja n. š. se prebivalci Harakene omenjajo kot Mesenci (grško Μεσηνός), ki živijo na arabski strani in vrhu Perzijskega zaliva.

## Kralji
- Hispaosin (okoli 127–124 pr. n. št.)
- Apodak (okoli 110/109–104/03 pr. n. št.)
- Tirej I. (95/94–90/89 pr. n. št.)
  - morda uzurpator Hipokrat Nikifor (81/80 pr. n. št.)
- Tirej II. (79/78–49/48 pr. n. št.)
- Artabaz I. (49/48–48/47 pr. n. št.)
- Atambel I. (47/46–25/24 pr. n. št.)
- Teonezij I. (okoli 19/18 pr. n. št.)
- Atambel II. (okoli 17/16 pr. n. št. –8/9 n. št.
- Abinergaj I. (10/11; 22/23)
- Orabaz (okoli 19)
- Atambel III. (okoli 37/38–44/45)
- Teonezij II. (okoli 46/47)
- Atambel IV. (54/55–64/65)
- Atambel V. (64/65–73/74)
- Orabaz II. (okoli 73–80)
- Pakor (80–101/02)
- Atambel VI. (okoli 101/02–105/106)
- Teonezij IV. (okoli 110/111–112/113)
- Atambel VII. ( 113/114–117)
- Meredat (okoli  131–150/151)
- Orabaz II (okoli 150/151–165)
- Abinergaj II. (okoli  165–180)
- Atambel VIII. /okoli 180–195)
- Maga (?) (okoli 195–210)
- Abinergaj III.  (okoli 210–222)